# Wollman Rink

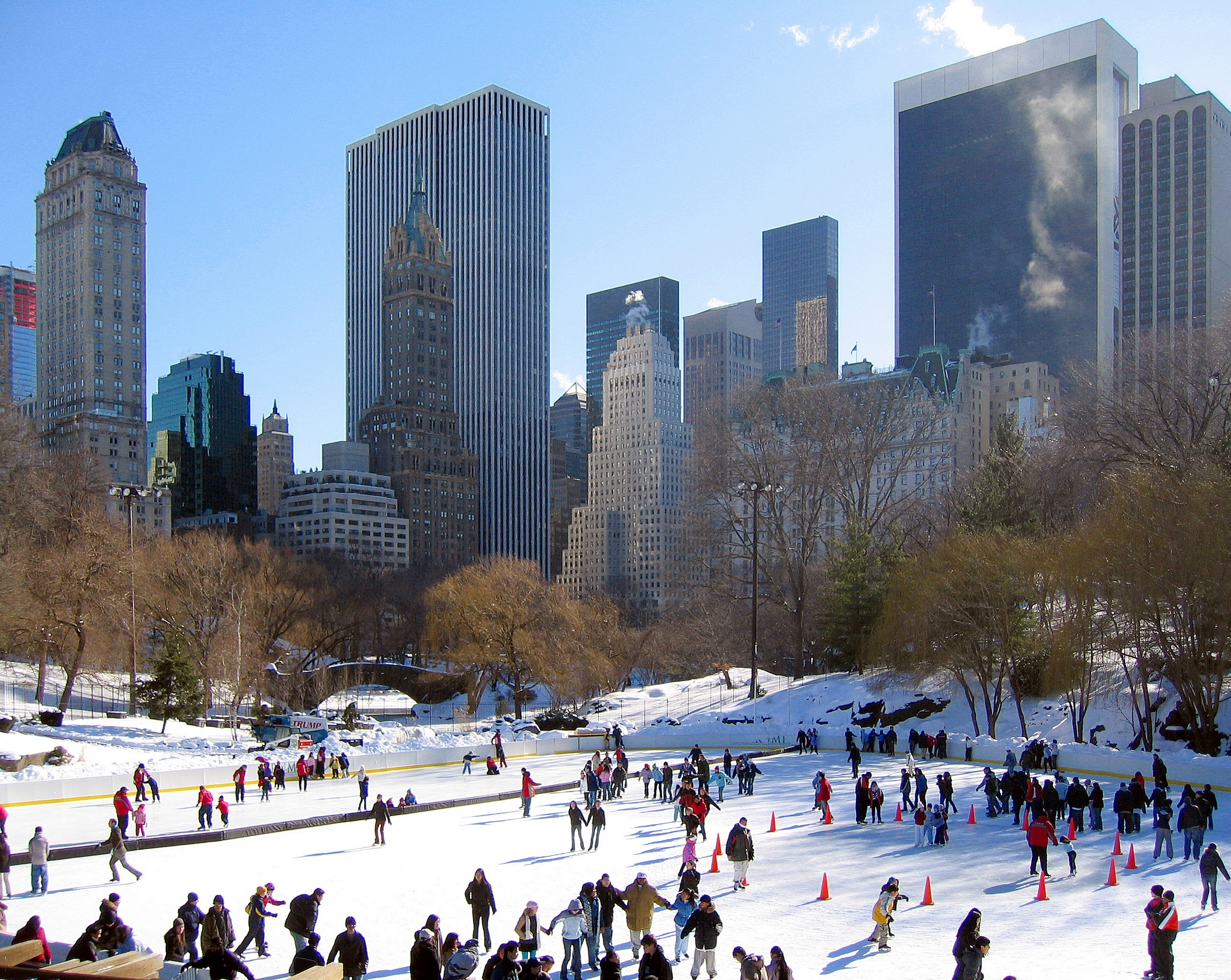
Wollman Rink på vintertid.

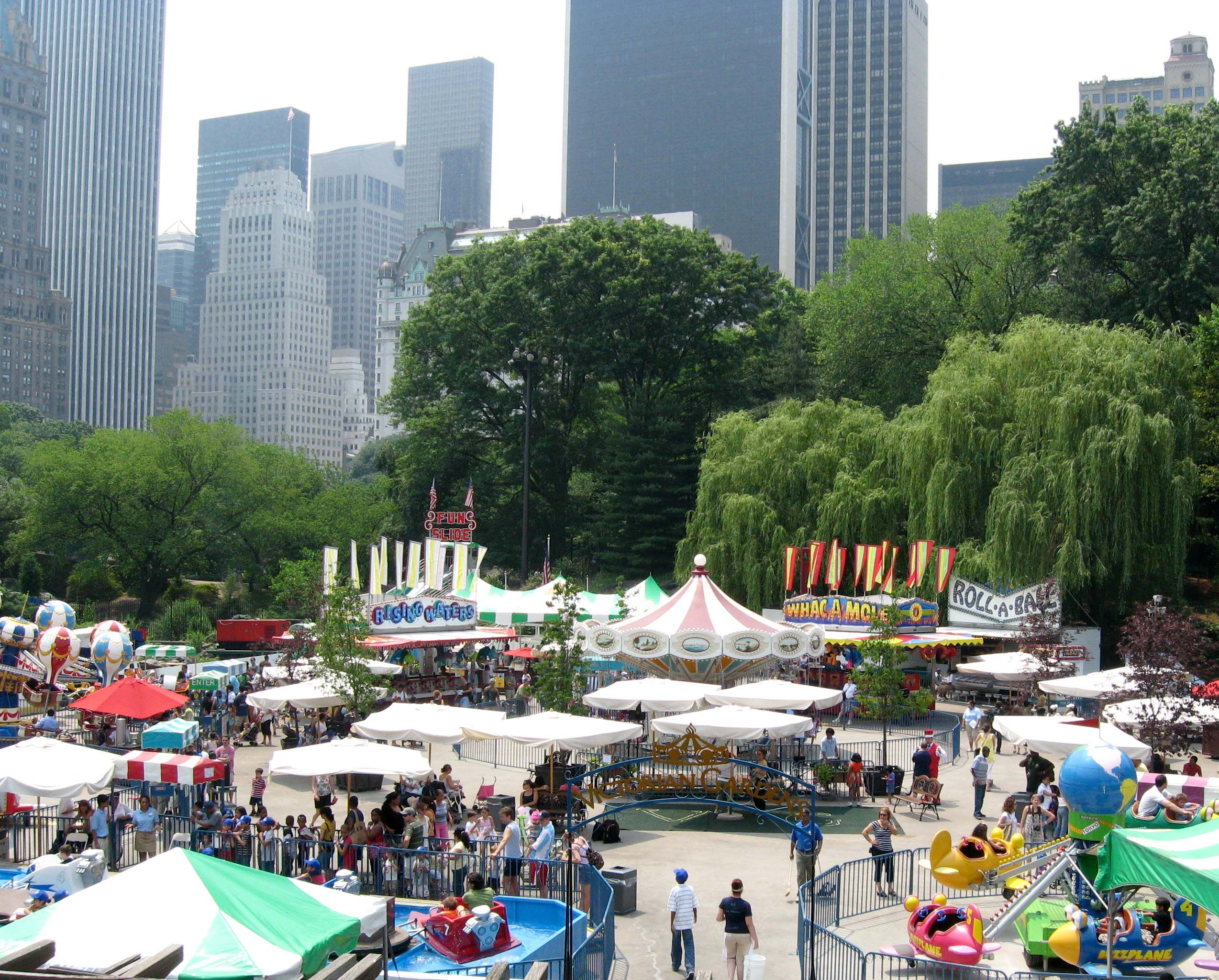
Wollman Rink på sommartid.

Wollman Rink är en skridskobana i Central Park, Manhattan i New York i New York. Skridskobanan öppnades för första gången 1949. Under sommaren används banan för att åka inlines och rullskridskor.
Wollman Rink stängdes 1980 då den planerades genomgå renovering fram till och med 1982 för 9,1 miljoner dollar. 1986 var renoveringen ännu inte färdig, trots att New Yorks stadsförvaltning spenderat 21 miljoner dollar på den. I augusti 1986 tog Donald Trump över den omstridda renoveringen. Trump slutförde renoveringen på tre månader till en kostnad av 1,2 miljoner dollar, vilket var 750 000 dollar under budget. Under det första året skänkte Trump alla intäkter från Wollman Rink till välgörenhet.